# Mlačnik
Mlačnik je priimek več znanih Slovencev:
- Edvard Mlačnik (*1954), veteran vojne za Slovenijo
- Marko Mlačnik (*1959), igralec in plesalec
- Primož Mlačnik, kulturolog in pisatelj, docent na Fakulteti za humanistiko Univerze v Novi Gorici